# Polskie Centrum Akredytacji
Polskie Centrum Akredytacji (PCA) – krajowa jednostka akredytująca upoważniona do akredytacji jednostek oceniających zgodność na podstawie ustawy z dnia 13 kwietnia 2016 r. o systemach oceny zgodności i nadzoru rynku (Dz.U. z 2025 r. poz. 568).
Polskie Centrum Akredytacji posiada status państwowej osoby prawnej i jest nadzorowane przez ministra właściwego do spraw gospodarki.
Siedziba PCA znajduje się przy ul. Szczotkarskiej 42 w Warszawie.

## Opis

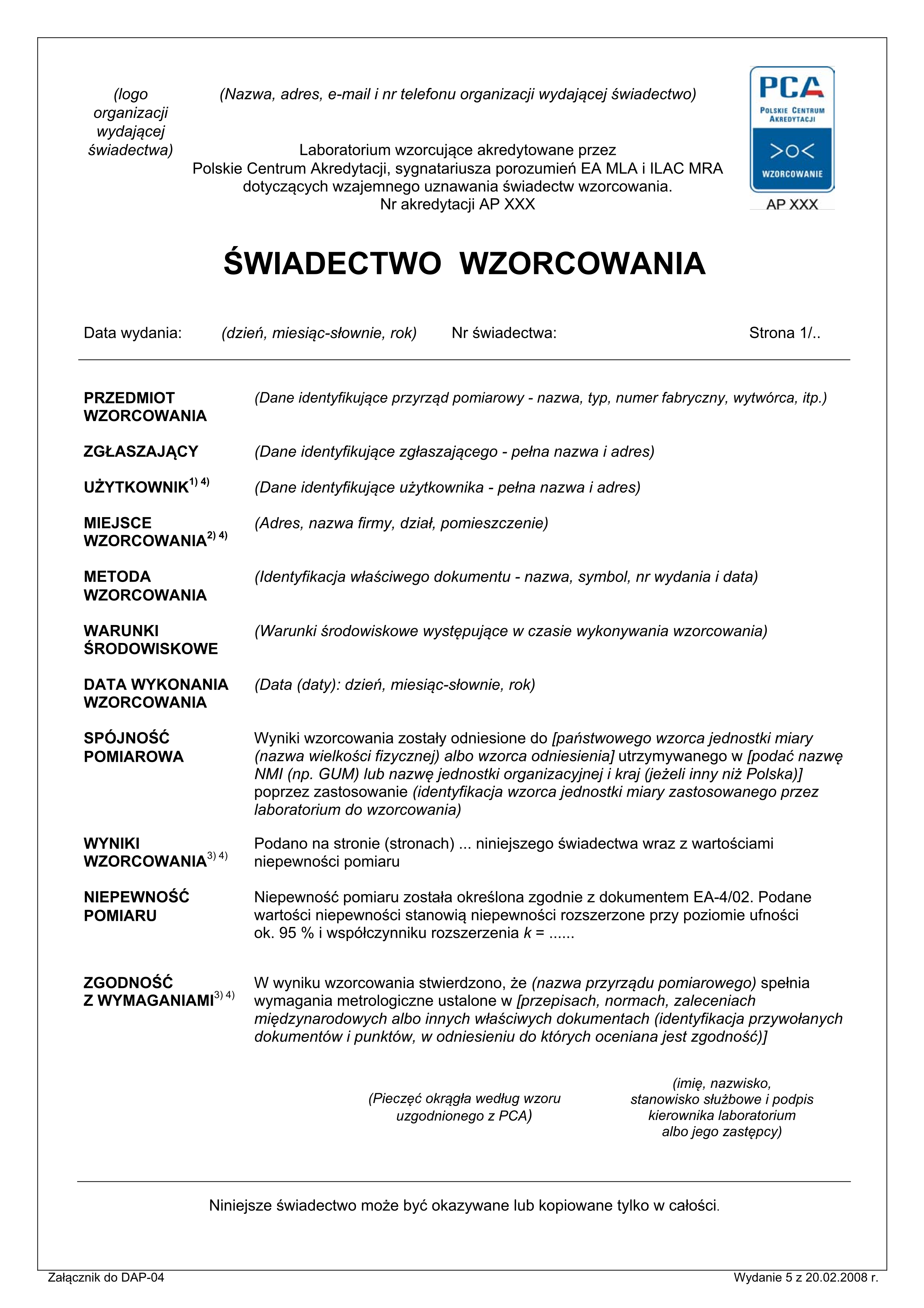
Wzór Świadectwa Wzorcowania laboratorium wzorcującego akredytowanego przez Polskie Centrum Akredytacji; w górnym prawym rogu - symbol akredytacji laboratorium wzorcującego akredytowanego wg PN-EN ISO/IEC 17025.

Zgodnie z rozporządzeniem Parlamentu Europejskiego i Rady (WE) nr 765/2008 z dnia 9 lipca 2008 r. ustanawiającym wymagania w zakresie akredytacji i nadzoru rynku odnoszącym się do warunków wprowadzania produktów do obrotu i uchylającym rozporządzenie (EWG) nr 339/93, Polskie Centrum Akredytacji zostało wskazane jako jedyna krajowa jednostka akredytująca w świetle ww. rozporządzenia.
System akredytacji prowadzony przez PCA jest dostępny dla wszystkich jednostek oceniających zgodność, niezależnie od ich wielkości, statusu prawnego oraz uczestnictwa w jakiejkolwiek organizacji lub grupie organizacji, a udział w nim jest dobrowolny.
PCA prowadzi ocenę i potwierdza kompetencje laboratoriów badawczych, laboratoriów wzorcujących, jednostek certyfikujących systemy zarządzania, jednostek certyfikujących wyroby, jednostek certyfikujących osoby, jednostek inspekcyjnych oraz innych podmiotów gospodarczych lub osób działających w systemie oceny zgodności. Podstawę oceny stanowią normy międzynarodowe. Formalnym potwierdzeniem kompetencji jest certyfikat akredytacji.
Polskie Centrum Akredytacji jest sygnatariuszem wielostronnych porozumień w ramach organizacji międzynarodowych działających w obszarze akredytacji:
- IAF MLA (International Accreditation Forum Multilateral Recognition Arrangement) - w zakresie akredytacji jednostek certyfikujących systemy zarządzania jakością, jednostek certyfikujących systemy zarządzania środowiskowego oraz jednostek certyfikujących wyroby;
- ILAC MRA (International Laboratory Accreditation Cooperation Mutual Recognition Arrangement) - w zakresie akredytacji laboratoriów badawczych, laboratoriów wzorcujących i jednostek inspekcyjnych oraz organizatorów badań biegłości;
- EA MLA (European co-operation for Accreditation) - w zakresie akredytacji laboratoriów badawczych i wzorcujących, jednostek certyfikujących systemy zarządzania, wyroby i osoby, jednostek inspekcyjnych oraz weryfikatorów GHG.